# Рафик Хан, Мохамед
Мохамед Рафик Хан (англ. Mohamed Rafiq Khan, 12 июля 1946 — 19 июля 2019) — индийский шахматист, мастер ФИДЕ (1988).
Чемпион Индии 1978 г.
В составе сборной Индии участник шахматных олимпиад 1980 и 1982 гг. Оба раза выступал на 3-й доске. В 1980 г. завоевал малую серебряную медаль за 2-й результат на доске (10 из 13; первая медаль шахматной олимпиады для индийских шахматистов). В 1982 г. сыграл 8 партий, из которых 3 выиграл, 2 проиграл (Л. Карлссону и Х. Хехту) и 3 завершил вничью (в том числе с А. Родригесом).
Также в составе национальной сборной стал бронзовым призером командного чемпионата Азии 1983 г. Был заявлен на данный турнир в качестве запасного участника.

## Биография
Происходил из мусульманской семьи. До совершеннолетия оставался безграмотным.
Работал в столярной мастерской своего отца, затем — в муниципальном управлении Бхопала.
Изначально занимался традиционной разновидностью шахмат (деси-шахматами). Международными шахматами заинтересовался в 1972—1973 гг. В 1975 г. выиграл чемпионата штата Мадхья-Прадеш. В том же году занял 2-е место в побочном турнире чемпионата страны и обеспечил себе место в главном турнире на следующий год. В 1977 г. выиграл побочный турнир чемпионата Индии. После победы Рафика Хана в национальном чемпионате Джордж Фернандес, занимавший в то время пост министра торговли и промышленности Индии, предложил ему должность в сфере электроэнергетики.
В 1984 г. по состоянию здоровья (туберкулез) отошел от активных выступлений. Звание мастера ФИДЕ получил по совокупности достижений на рубеже 1970—1980-х гг.
Умер от сердечного приступа.

## Спортивные результаты
| Год  | Город    | Соревнование                                       | + | − | = | Результат | Место         |
| ---- | -------- | -------------------------------------------------- | - | - | - | --------- | ------------- |
| 1975 |          | Чемпионат Индии (группа В)                         |   |   |   |           | 2             |
| 1976 | Патна    | Чемпионат Индии                                    |   |   |   |           | 10            |
| 1977 |          | Чемпионат Индии (группа В)                         |   |   |   |           | 1             |
| 1978 | Кочин    | Чемпионат Индии                                    |   |   |   |           | 1             |
| 1980 | Мальта   | XXIV Олимпиада (сборная Индии, 3-я доска)          | 9 | 2 | 2 | 10 из 13  | 2 на доске    |
| 1982 | Люцерн   | XXV Олимпиада (сборная Индии, 3-я доска)           | 3 | 2 | 2 | 4 из 7    |               |
| 1983 | Нью-Дели | Командный чемпионат Азии (сборная Индии, запасной) | 4 | 1 | 2 | 5 из 7    | Команда — 3-я |

## Изменения рейтинга
| Графики недоступны из-за технических проблем. См. информацию на Фабрикаторе и на mediawiki.org. |